# Athrips spiraeae
Athrips spiraeae — вид лускокрилих комах з родини виїмчастокрилі молі (Gelechiidae).

## Поширення
Вид поширений у степовій зоні України, півдня Росії та Казахстану.

## Спосіб життя
Личинка живиться різними видами таволги (Spiraea).